# Celina Runeborg
Celina Runeborg, född 17 februari 1878 i Stockholm, död 4 januari 1977 i Oscars församling i Stockholm, var en svensk målare och kartgravör.
Hon var dotter till köpmannen Abraham Rubenson och Frida Kaiser och från 1907 gift med bryggmästaren Ivar Runeborg samt mor till Greta Runeborg-Tell. Runeborg studerade för Adolf Lindberg och CW Jaensson vid Tekniska skolan i Stockholm samt under studieresor till Tyskland. När hon anställdes vid Sjökartverket var hon Sveriges enda kvinnliga sjökortsgravör. Vid sidan av sitt arbete var hon verksam som konstnär. Separat eller tillsammans med någon ytterligare konstnär ställde hon ut i bland annat Stockholm, Göteborg, Örebro och Köpenhamn. Hennes konst består av stadsbilder, landskap och som specialitet blomstermotiv. Makarna Runeborg är begravda på Skogskyrkogården i Stockholm.